# Barriobusto
Barriobusto (oficialmente Barriobusto/Gorrebusto) es un pequeño distrito de Oyón situado en la provincia de Álava, País Vasco (España). Forma parte de Oyón.

## Localización
El pueblo se ubica a diez kilómetros de Oyón, cabecera de su municipio, y a cinco de Labraza.

## Historia
En 1196 el concejo aparece mencionado por primera vez en un documento histórico, como un poblado con la denominación de Gorrebusto, dependiente de Labraza. Ese año, el rey Sancho el Sabio de Navarra había concedido sus fueros a la vecina villa de Labraza. En 1601 Barriobusto apenas contaba todavía con 7 vecinos. 
Hacia mediados del siglo XIX, el lugar, que se independizó de Labraza y se configuró con ayuntamiento propio, tenía contabilizada una población de 325 habitantes. Aparece descrito en el cuarto volumen del Diccionario geográfico-estadístico-histórico de España y sus posesiones de Ultramar de Pascual Madoz con las siguientes palabras:

BARRIOBUSTO: v. con ayunt. en la prov. de Alava (7 leg. á Vitoria), part. jud. de Laguardia (3), aud. terr. de Burgos, c. g. de las Provincias Vascongadas (7), dióc. de Calahorra; sit. en terreno montuoso, con libre ventilacion y clima sano; tiene 89 casas, una parr. (San Millan), aneja de la de Labraza y servida por un cura y un beneficiado, capitulares de la matriz, y una ermita propiedad del pueblo; confina el térm. N. Labraza, E. y S. Viana (part. jud. de Estella, prov. de Navarra), y O. Moreda; el terreno, aunque muy quebrado y escaso de aguas es bastante fértil; cruza por el térm., pasando cerca de la pobl., el camino que dirige desde Labraza á Viana; prod.: trigo, centeno, avena, cebada, bastante vino, poco aceite y legumbres; en los montes hay arbolado para combustible y abundantes yerbas, con las que sostiene ganado de varias especies; pobl.: 89 vec., 325 alm.; riqueza y contr.: (V. Alava, intednencia.) Esta v. llamada antiguamente Correbusto, fué ald. de Labraza, á quien correspondia con todo su térm., conforme al fuero que D. Sancho el Fuerte dió á aquella v. en setiembre de 1196.
(Madoz, 1846, pp. 54-55)

El municipio de Barriobusto desapareció en 1977 el término pasó a formar parte del de Oyón.

## Geografía humana

### Demografía
| Gráfica de evolución demográfica de Barriobusto entre 1842 y 1970 |
| |
| Población de derecho según los censos de población del INE Población de hecho según los censos de población del INEEntre el censo de 1981 y el anterior, este municipio desaparece porque se integra en el municipio 01043 (Oyón) |

En 2023, la entidad singular de población tenía empadronados ochenta habitantes y el núcleo de población, los mismos.
| Gráfica de evolución demográfica de Barriobusto entre 2000 y 2017 |
|                                                                   |
| Población de derecho según los censos de población del INE.       |

### Comunicaciones
Las siguientes carreteras pasan por Barriobusto:
- A-3226
- A-3230
- A-4212

## Fiestas
- San Isidro Labrador - 15 de mayo
- Romería de San Fausto, subida a Bujanda - mayo
- Fiestas de Acción de Gracias - a comienzos de septiembre.
- Fiestas de Santa Bárbara - 4 de diciembre.

## Monumentos
- Iglesia de San Millán:[1] construida entre 1801 y 1806.